# Grupa Pracuj
Grupa Pracuj S.A. ist ein polnisches Unternehmen mit Sitz in Warschau, das im Bereich der digitalen Personalvermittlungtätig ist. Es unterstützt andere Unternehmen bei der Rekrutierung, Bindung und Entwicklung von Mitarbeitern (Human Resources-HR) und bietet hierbei technologische Unterstützung an. Das Unternehmen ist Eigentümer von Marken wie Pracuj.pl, Robota.ua, Dryg.pl, Theprotocol.it, eRecruiter, softgarden, worksmile, absence. Das Unternehmen ist in Polen, der Ukraine und Deutschland vertreten. Es hat 13 Büros in 12 polnischen Städten.
Seit dem 9. Dezember 2021 ist Grupa Pracuj an der Warschauer Börse und im polnischen Mittelwerteindex mWIG40 notiert.

## Geschichte
Grupa Pracuj wurde im Jahr 2000 von Przemysław Gacek gegründet. Dieser ist heute noch Vorstandsvorsitzender und mit 52,8 % Mehrheitsaktionär der Firma. Im Jahr 2002 übernimmt Grupa Pracuj die polnische Firma Jobaid.pl. 2004 wird auf Initiative von Grupa Pracuj die Allianz der Dienste aus Mittel- und Osteuropa ONREA gegründet. 2006 erwirbt das Unternehmen eine Mehrheitsbeteiligung an der ukrainischen Firma Rabota International.
2009 führt Grupa Pracuj das Online-Rekrutierungssystem eRecruiter ein.
Im Jahr 2016 gründet Grupa Pracuj einen Fonds, aus dem Stipendien für Studenten an IT-Fakultäten und Fakultäten im Zusammenhang mit neuen Technologien bestimmt sind. Der US-amerikanische Investmentfonds TCV erwirbt 2017 eine Beteiligung von 30 % an Grupa Pracuj. Dies ist die erste Investition von TCV in ein polnisches Unternehmen. Im gleichen Jahr gehört Grupa Pracuj auch in die Gruppe der 100 größten Privatunternehmen in Polen.
Im Jahr 2018 investiert Grupa Pracuj in die IT-Schule Coders Lab. Das Unternehmen organisiert auch die erste Ausgabe des zyklischen JOBICON Job Festivals, einer Jobmesse, die live und online organisiert wird. 2019 wird Grupa Pracuj Mitbegründer von Pracuj Ventures, einem Fonds, der in Start-ups investiert, die digitale Lösungen entwickeln, die HR sowie Aus- und Weiterbildung unterstützen.
Die Aktien von Grupa Pracuj debütieren 2021 an der Warschauer Börse.